# Quá trình Penrose

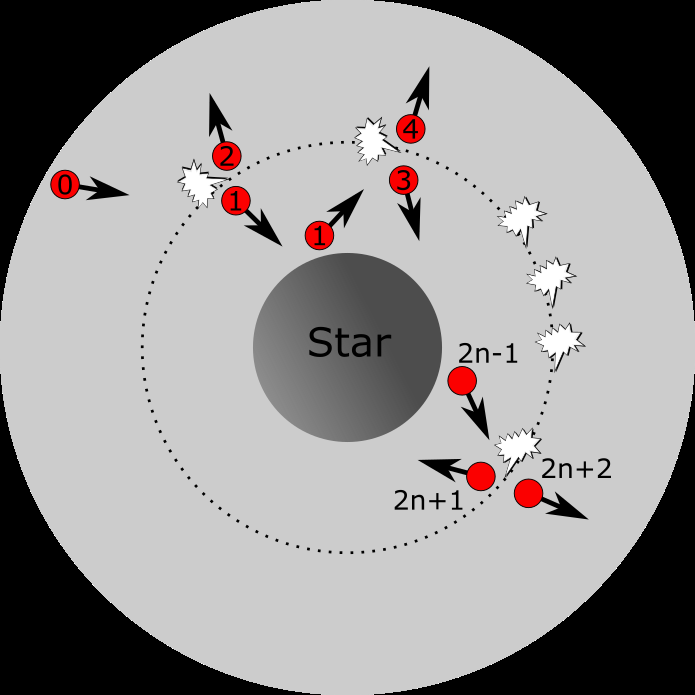
Quá trình Penrose trong vùng lân cận của một ngôi sao rất nhỏ đang quay. Một hạt phân rã thành 2 phần trong vùng sinh công, với bán kính r (nét đứt). Hạt số 2 phân rã để phản xạ khỏi bề mặt của ngôi sao và phân rã một lần nữa ở cùng khảng ah. Quá trình này tiếp tục vô thời hạn và làm phát sinh sự không ổn định theo cấp số nhân (theo cấp số nhân).

Quá trình Penrose (còn gọi là cơ chế Penrose) được Roger Penrose đưa ra giả thuyết như một phương diện mà năng lượng có thể được chiết xuất từ một lỗ đen đang quay. Sự khai thác đó có thể xảy ra nếu năng lượng quay của lỗ đen không nằm bên trong chân trời sự kiện mà nằm bên ngoài vùng  không thời gian Kerr, và vùng ấy được gọi là vũ trụ trong đó bất kỳ hạt nào được đẩy bởi không thời gian đang quay (quanh hố đen). Tất cả các đối tượng trong vùng sinh công trở nên bị kéo theo bởi một không thời gian quay.
Trong quá trình này, một khối vật chất đi vào vùng sản công được  chia thành hai phần. Ví dụ, vật chất có thể được tạo thành từ hai phần tách rời nhau bằng cách bắn một quả nổ hoặc tên lửa đẩy hai nửa của nó ra xa nhau. Động lượng của hai mảnh vật chất khi chúng tách ra có thể được sắp xếp để một mảnh thoát ra khỏi lỗ đen ("thoát đến vô cùng"), trong khi mảnh kia rơi qua chân trời sự kiện vào lỗ đen. Với sự sắp xếp cẩn thận, mảnh vật chất thoát ra có thể có năng lượng khối lượng lớn hơn mảnh vật chất ban đầu, và mảnh vật chất bị rơi xuống hó đen thì nhận được năng lượng âm. Mặc dù động lượng được bảo toàn nhưng hiệu ứng là có thể khai thác nhiều năng lượng hơn so với mức ban đầu, sự khác biệt được cung cấp bởi chính lỗ đen.
Tóm lại, quá trình này làm giảm một chút mômen động lượng của lỗ đen và truyền năng lượng áy cho vật chất. Động lượng bị mất được chuyển thành năng lượng trích xuất.
Mức năng lượng tối đa có thể đạt được đối với một hạt thông qua quá trình này là 20,7% trong trường hợp một lỗ đen không tích điện. Quá trình tuân theo định luật nhiệt động lực học của lỗ đen. Hệ quả của các định luật này là nếu quá trình này được thực hiện lặp đi lặp lại, lỗ đen cuối cùng có thể mất toàn bộ mômen động lượng của nó, trở thành không quay, tức là một Mêtric Schwarzschild. Trong trường hợp này, năng lượng tối đa lý thuyết có thể được chiết xuất từ một lỗ đen không tích điện là 29% khối lượng ban đầu của nó. Hiệu suất lớn hơn có thể do các lỗ đen quay tích điện.
Năm 1971, nhà vật lý lý thuyết Yakov Zeldovich đã lặp lại ý tưởng quay từ một lỗ đen đang quay sang một vật hấp thụ quay như một hình trụ kim loại, và cơ chế đó đã được thực nghiệm xác minh vào năm 2020 trong trường hợp sóng âm..

## Chi tiết về vùng sản công
Bề mặt bên ngoài của vùng sản công  là bề mặt mà tại đó các tia sáng quay ngược chiều (liên quan đến sự quay của lỗ đen) vẫn ở một tọa độ góc cố định, theo một nhà quan sát bên ngoài. Vì các hạt khối lượng nhất thiết phải di chuyển chậm hơn tốc độ ánh sáng, các hạt khối lượng nhất thiết sẽ quay đối với một quan sát viên đứng yên. Một cách để hình dung điều này là xoay một cái nĩa trên một tấm vải phẳng; khi cái nĩa quay, vải lanh sẽ quay theo nó, tức là vòng quay trong cùng truyền ra ngoài dẫn đến sự biến dạng của một vùng rộng hơn. Ranh giới bên trong của bầu không gian là chân trời sự kiện, chân trời sự kiện đó là vùng không gian mà ánh sáng không thể thoát ra ngoài.
Bên trong vùng sinh công này, thời gian và một trong các tọa độ hoán đỏi với nhau (?) (thời gian trở thành góc và góc trở thành thời gian) bởi vì thời gian chỉ có một hướng duy nhất (hạt quay với lỗ đen theo một hướng duy nhất). Do sự hoán đổi tọa độ bất thường này, năng lượng của hạt có thể giả định cả giá trị âm và dương khi được đo bởi một quan sát viên ở xa vô cùng.(?)
Nếu hạt A đi vào vùng sản công của một lỗ đen Kerr, sau đó tách thành các hạt B và C, thì hệ quả (với giả thiết rằng sự bảo toàn năng lượng vẫn được giữ nguyên và một trong các hạt được phép có năng lượng âm) sẽ là hạt B đó. có thể thoát ra khỏi vùng sinh công với nhiều năng lượng hơn hạt A trong khi hạt C đi vào lỗ đen: EA = EB + EC và EC < 0, suy ra EB > EA.
Bằng cách này, năng lượng quay được chiết xuất từ lỗ đen, dẫn đến việc lỗ đen bị quay xuống tốc độ quay thấp hơn. Lượng năng lượng tối đa được chiết xuất nếu sự phân tách xảy ra ngay bên ngoài chân trời sự kiện và nếu hạt C quay ngược chiều ở mức độ lớn nhất có thể.
Trong quá trình ngược lại, một lỗ đen có thể được quay lại (tốc độ quay của nó tăng lên) bằng cách gửi các hạt không tách ra mà thay vào đó cung cấp toàn bộ mômen động lượng của chúng cho lỗ đen.